# Bayabas
Bayabas is een gemeente in de Filipijnse provincie Surigao del Sur op het eiland Mindanao. Bij de laatste census in 2007 had de gemeente ruim 7 duizend inwoners.

## Geografie

### Bestuurlijke indeling
Bayabas is onderverdeeld in de volgende 7 barangays:
| - Amag - Balete - Cabugo - Cagbaoto - La Paz - Magobawok - Panaosawon |

## Demografie
Bayabas had bij de census van 2007 een inwoneraantal van 7.439 mensen. Dit zijn 267 mensen (3,5%) minder dan bij de vorige census van 2000. De gemiddelde jaarlijkse groei komt daarmee uit op -0,49%, hetgeen geheel afwijkt van het landelijk jaarlijks gemiddelde over deze periode (2,04%). Vergeleken met de census van 1995 is het aantal mensen met 1.016 (15,8%) toegenomen.

De bevolkingsdichtheid van Bayabas was ten tijde van de laatste census, met 7.439 inwoners op 117,84 km², 54,5 mensen per km².